# Iglesia de los Sagrados Corazones de Jesús y María
La iglesia de los Sagrados Corazones de Jesús y María o iglesia de La Recoleta es un templo de culto católico ubicado en el distrito de Lima, en la ciudad homónima, capital del Perú. Fue declarada Patrimonio Cultural Inmueble en 2001. Está ubicado en la Plaza Francia, en el centro histórico de Lima.

## Historia
La recoleta de la Magdalena es una de las más antiguas de Lima ya que fue construida en 1606. Su fundador y promotor fue fray Juan de Lorenzana quien logró obtener la licencia del virrey Gaspar de Zúñiga y del arzobispo Toribio de Mogrovejo. La advocación se adoptó el 23 de junio de 1606 con el nombre de Santa María Magdalena.
Varias zonas de la iglesia colpsaron en los sismos de 1687 y de 1746, y esta fue reconstruida tras un incendio en 1868.

## Arquitectura
Se destaca la plazuela irregular adosada al atrio de la iglesia, que se yuxtapone con un camino inca preexistente. De la construcción barroca no solo queda la disposición de la planta. Tras una reconstrucción neoclásica, la fachada actual es de estilo neogótico.
La planta planta gótico-isabelina tiene forma rectangular alargada y estrecha. En esta se destacabsn las seis capillas-hornacinas en los muros laterales. El muro testero ha quedado ochavado por las esquinas biseladas.
La capilla mayor y la nave están separadas por un arco toral divisorio.

## Galería

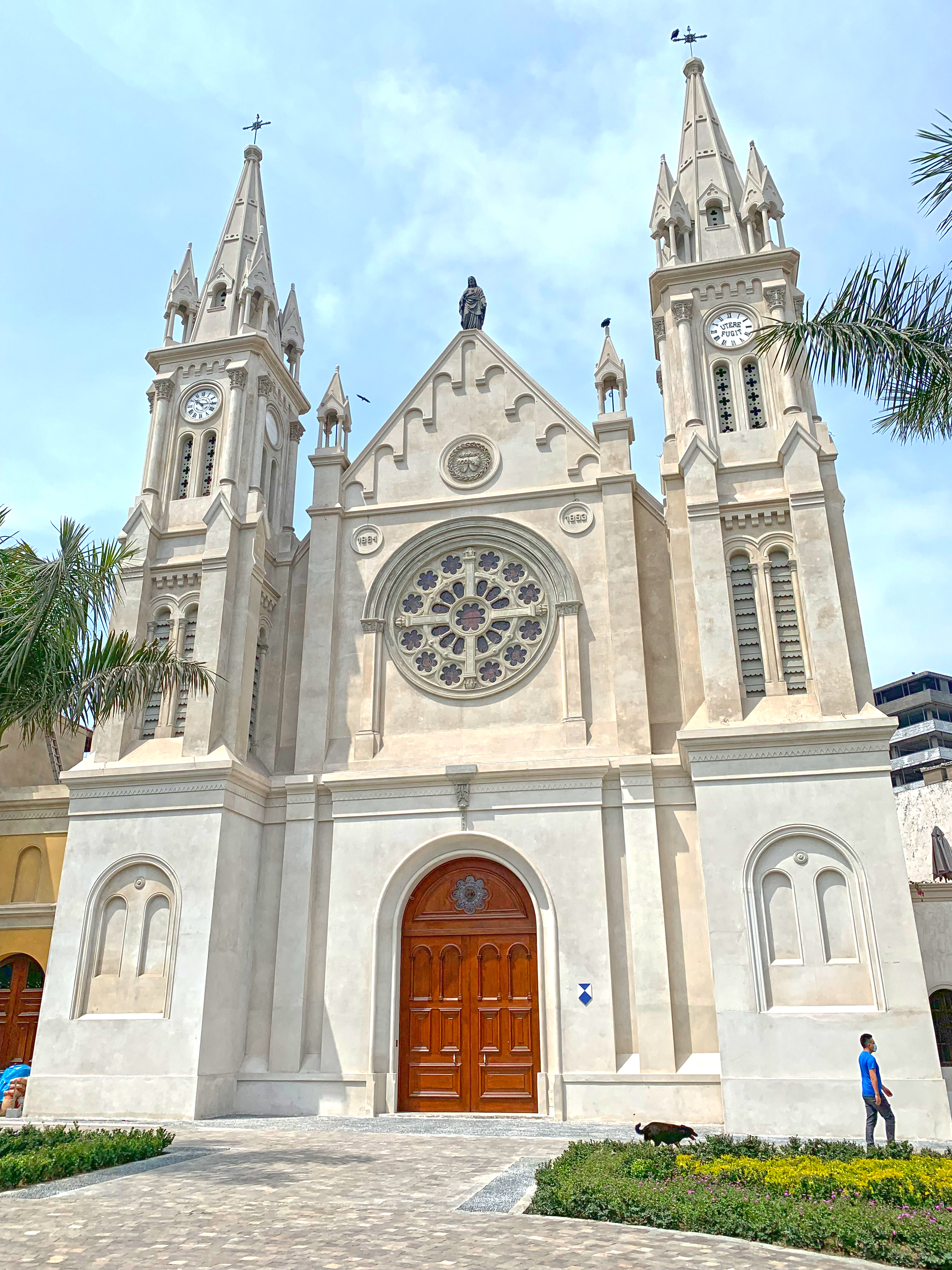
Fachada neogótica
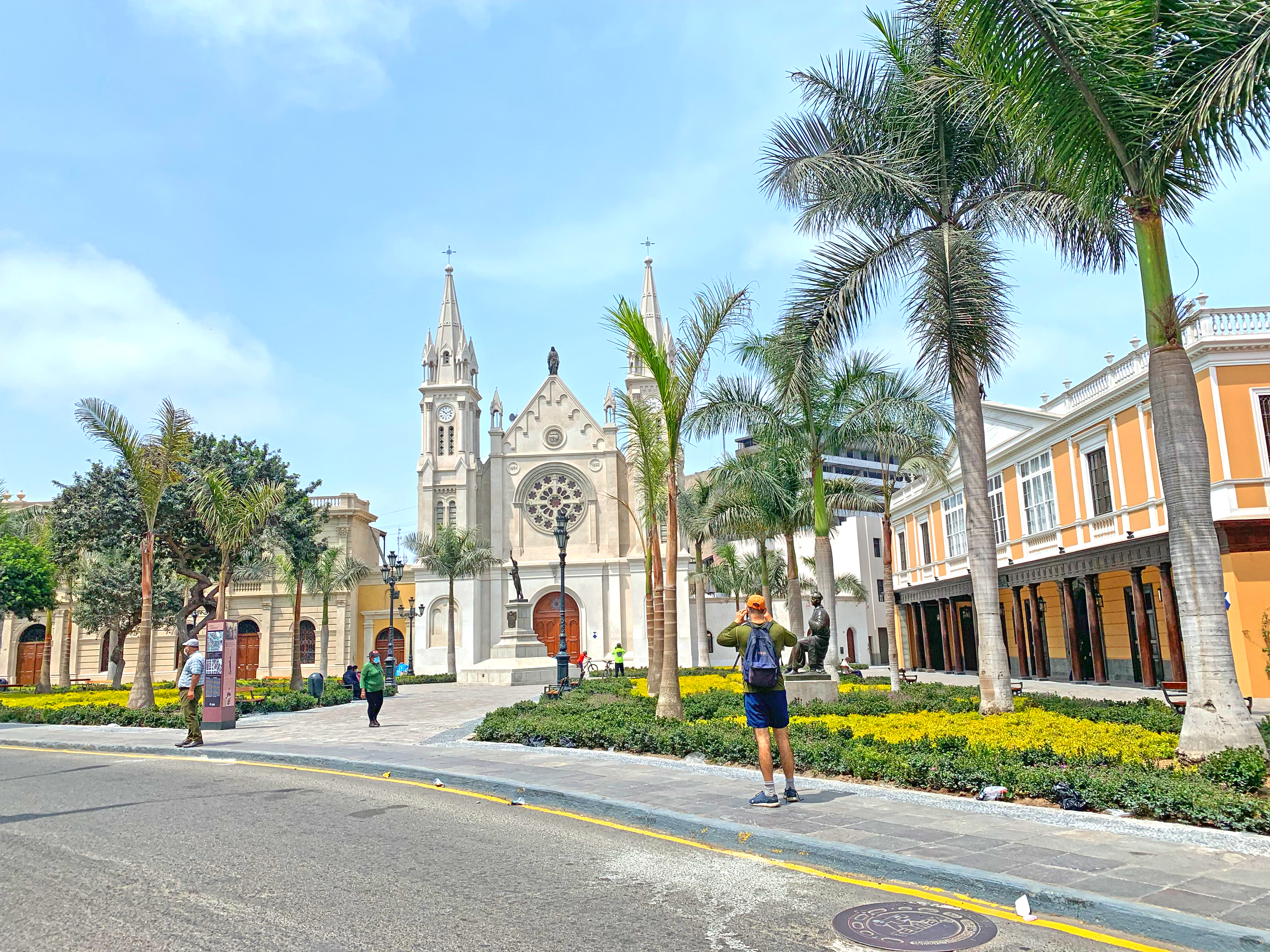
La Plaza Francia con la iglesia en el fondo
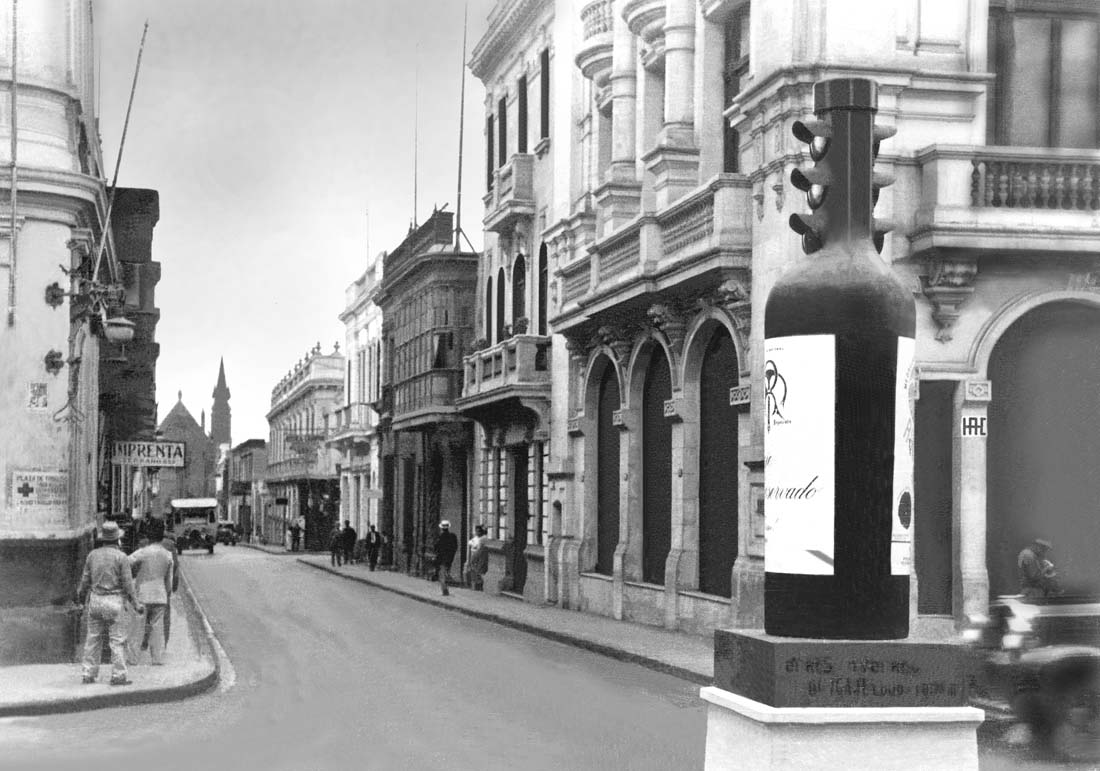
Foto histórica desde el jirón Camana
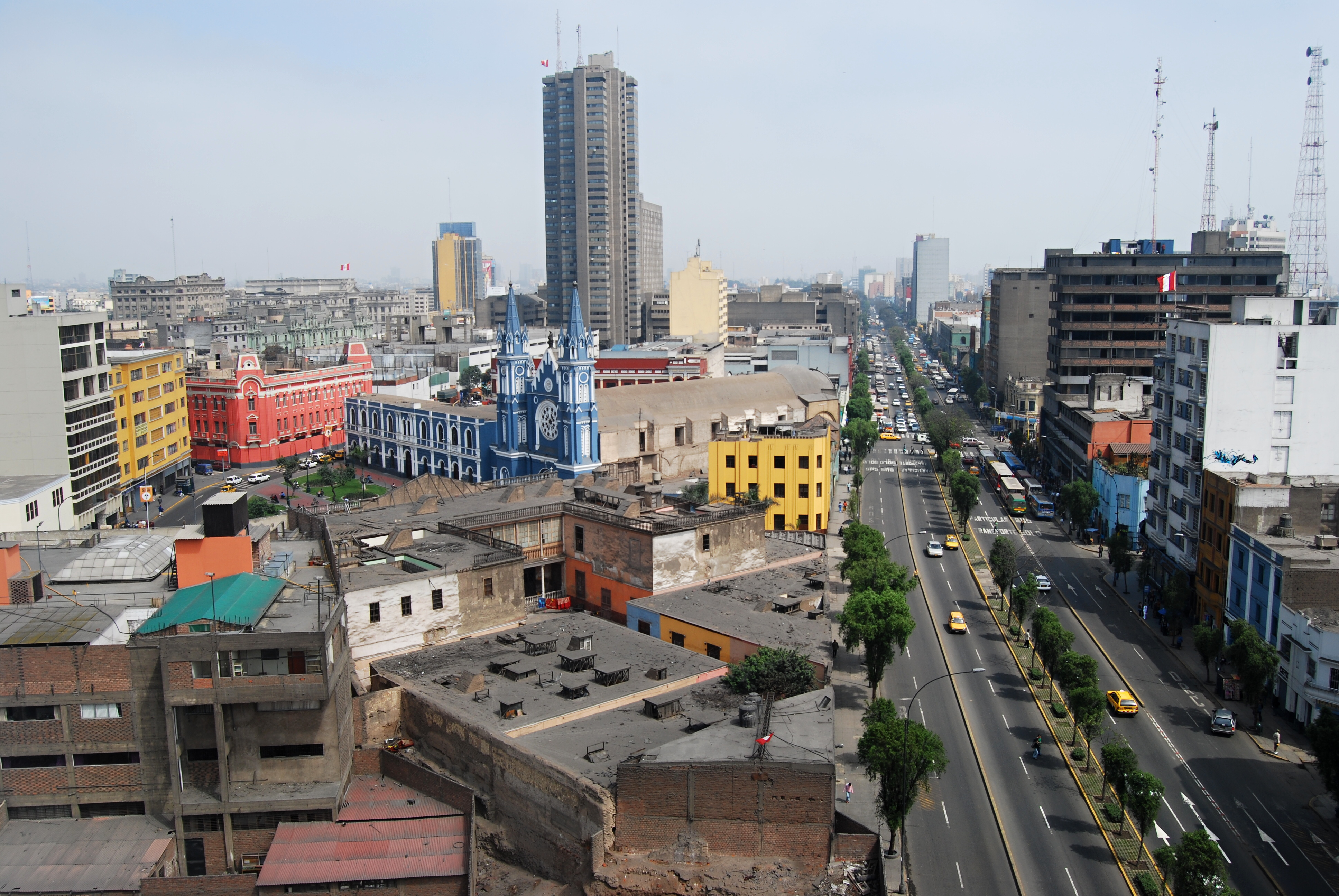
En el skyline de Lima
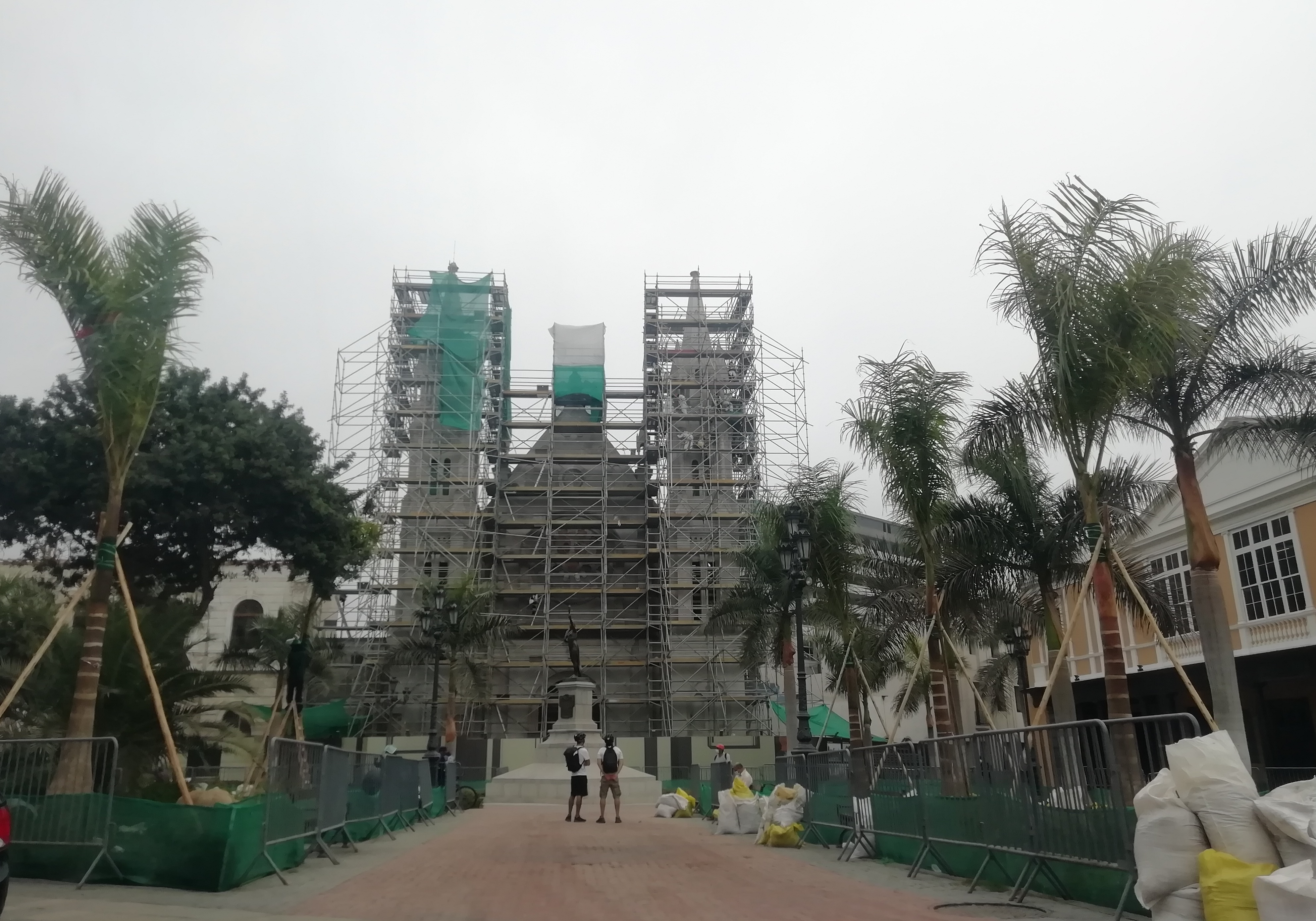
El templo en obras
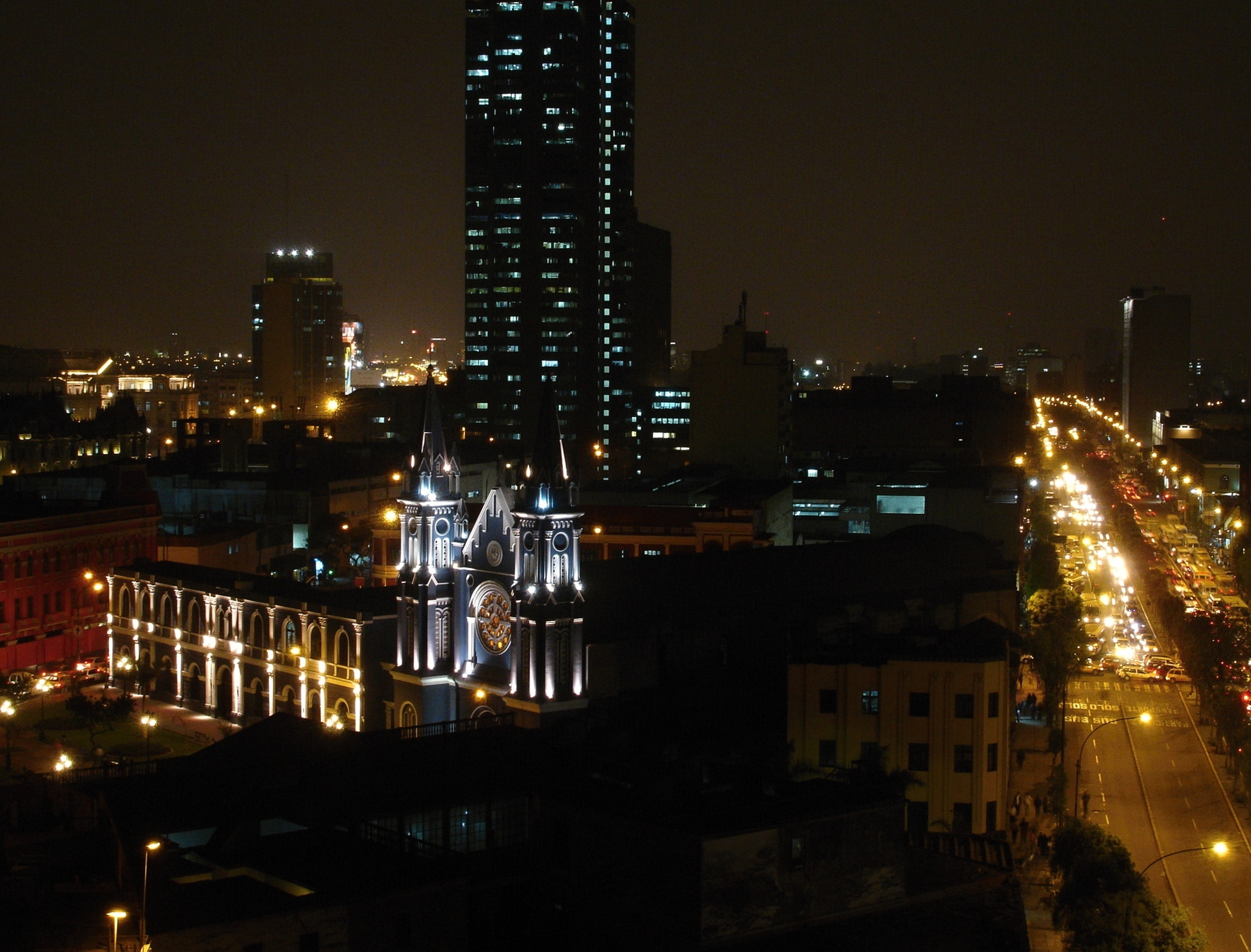
Vista nocturna